# 조칸
조칸(長寛, ちょうかん)은 일본의 연호(元号) 중 하나이다.
- 전후 : 오호(応保) 이후 - 에이만(永万) 이전.
- 시기 : 1163년 ~ 1164년
- 천황 : 니조 천황

## 개원
- 오호 3년 3월 29일(율리우스력 1163년 5월 4일), 포창의 유행에 의해 개원.
- 조칸 3년 6월 5일(율리우스력 1165년 7월 14일), 에이만으로 개원된다.

## 출전
『유성전훈(維城典訓)』의 「長之、寛之、施其功博矣」.

## 서력과의 대조표
| 조칸 | 원년   | 2년    | 3년    |
| ---- | ------ | ------ | ------ |
| 서력 | 1163년 | 1164년 | 1165년 |
| 간지 | 계미   | 갑신   | 을유   |

## 같이 보기
- 일본의 연호 일람

| 이전 오호 | 일본의 연호 1163년 ~ 1165년 | 다음 에이만 |